# Ross-puska
A Ross-puska (Ross rifle) egy Kanadában kifejlesztett forgó-tolózáras, öt töltény befogadására alkalmas tárral rendelkező ismétlőpuska volt. A fegyvert az első világháború során vetették be, de mivel alkalmatlannak bizonyult, 1916-ban kivonták forgalomból és a Lee-Enfield ismétlőpuskával helyettesítették.

## Története
A második búr háborút (1899 - 1902) követően egy kisebb diplomáciai harc bontakozott ki az Egyesült Királyság és Kanada közt, mivel az utóbbi megtagadta a brit gyártmányú Lee-Enfield karabély licencének eladását Kanada számára. Az Egyesült Királyság gesztusára válaszul, sir Charles Ross Kanadában élő skót nemes, katonatiszt és feltaláló felajánlotta saját tervezésű fegyverét a kanadai haderő számára rendszeresítésre. A kanadai hadvezetőség 1903-ban meg is rendelt tőle 12 000 karabélyt.
A fegyver kialakításakor a zárszerkezetet lezáró fogantyúkat egy csavarra rögzítették és amikor a működtető fogantyút tolták vagy húzták, a csavar a zárszerkezet fogantyúit automatikusan a tűzjelző irányába fordította. A kortárs Mauser és Lee-Enfield puskákkal ellentétben azonban a Ross-puska zárszerkezetének forgása rövidebb időt vett igénybe, ez pedig nagyobb tűzerőt biztosított számára. A fegyver előnyére vált továbbá, hogy majdnem 1 fonttal (0,45 kg) könnyebb volt a Lee-Enfieldhez képest és egyszerűbb szerkezete miatt nem volt szükség szétszereléséhez különleges szerszámokra.
Az első 1000 puskát a Northwest Mounted Police alakulatai kapták, tesztelés végett. A tesztelés során 113 hibára akadtak a fegyveren, ezek közül a legsúlyosabb a zárszerkezet hibás beillesztése volt, mely lehetővé tette, hogy a zárszerkezet kiessen a fegyverből. 1906-ban a rendőri alakulat kivonta a hadrendből a Ross-puskát, visszatérve a korábban használt Winchester M1894-hez és a Lee-Metfordhoz.
1905-ben a hibák kijavítása végett átdolgozták a fegyvert, az új típus a Mark II Ross fedőnevet kapta. Időközben a britek felülvizsgálták korábbi nézőpontjukat és megkezdték a Lee-Enfield terjesztését a Brit Birodalmon belül, Kanadának is felajánlották a fegyver licencét, amely azonban visszautasította és a Ross-puskát állította hadrendbe.
Az első világháború kitörésekor a kanadai haderő Ross-puskákkal felszerelve vonult ki a nyugati frontra. A fegyver a tűzkeresztségen a második ypres-i csata idején esett át és meglehetősen leszerepelt. A fegyver egyáltalán nem bírta a szennyeződést, a legkisebb kosz hatására elakadt, így rendszeres tisztítást igényelt. A tisztítás során is történtek balesetek, gyakran megesett, hogy a kibiztosított fegyver elsült és a zárat a katona arcába dobta, ezzel súlyos sérüléseket, esetenként halált is okozva. Egy másik gyakori probléma volt, hogy a feltűzött szurony tüzeléskor leesett a fegyverről. A Ross-puska hiányosságainak hatására a kanadai katonák többsége szolgálati fegyverét elesett brit katonáktól szerzett Lee-Enfield puskákra cserélte ki.
A beérkezett panaszok hatására 1916-ban megkezdődött a fegyver lecserélése Lee-Enfield-ekre. A somme-i csata idején sir Douglas Haig brit tábornok elrendelte az alárendeltségébe tartozó kanadai csapatok felszerelését Lee-Enfieldekkel, kiváltva ezzel Sam Hughes kanadai védelmi miniszter tiltakozását, aki vehemensen ellenezte a Ross-puska leváltását, a hozzá eljutott panaszok ellenére is. A Ross-puskát azonban még az év végére teljesen kivonták a frontvonalból, azonban a brit és kanadai haderő a háború későbbi szakaszában kiképzőfegyverként alkalmazta, hogy minél több Lee-Enfieldet lehessen a frontra küldeni, úgyszintén a kanadai haditengerészet katonáit is Ross-puskákkal szerelték fel. Miután az Amerikai Egyesült Államok 1917-ben hadba lépett, az amerikai hadsereg számára is szállítottak Ross-puskákat kiképző célokra, ezzel lehetővé téve, hogy az M1903 Springfield puskákat a frontra küldjék.
A Ross-puskát azonban kis számban az első világháború utolsó két évében is használták a fronton, mesterlövészpuskává alakítva, amely célnak nagyon megfelelt, leszámítva azt az egyetlen hátrányt, hogy csak tökéletesen tiszta lőszert lehetett a fegyverbe berakni, másképp elakadt.

## Típusai
- Mark I Ross - az alapváltozat
- Mark II Ross - Javított változat, 1907-ben állították hadrendbe
- Mark III Ross - Módosított változat, 1910-ben állították hadrendbe
- Huot automata puska - Egy, a Ross-puskán alapuló könnyűgéppuska-tervezet, csak négy prototípus készült belőle.

## Használók
- Kanada
- Egyesült Királyság - a Királyi Haditengerészetnél rendszeresítették, hogy minél több Lee-Enfieldet szabadítsanak fel a fronton való használatra.
- Amerikai Egyesült Államok - kizárólag kiképzésre használták
- Luxemburg - a nagyherceg testőrségét szerelték fel vele 1945-ben, de még abban az évben lecserélték Lee-Enfieldekre.